# Artan Peqini
Artan Peqini (Tirana, 27 de julio de 1966) es un escultor y ceramista albanés.

## Biografía
Desde 1997 vive y trabaja como profesor de escultura en la Akademia e Shkencave dhe Arteve de Tirana.